# Industrialna

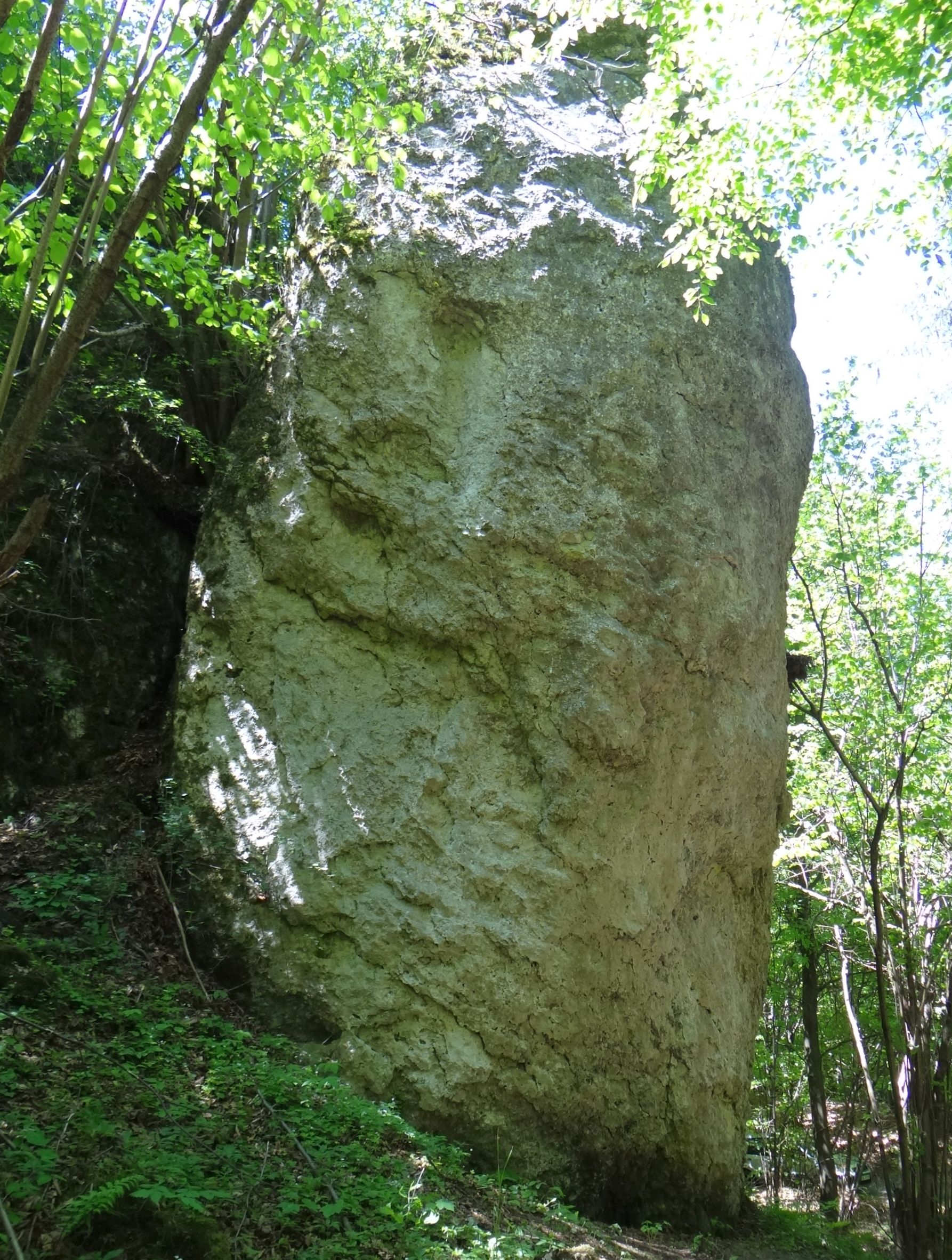

Industrialna – skała w lesie między miejscowościami Ryczów, Pilica i Złożeniec w województwie śląskim, w powiecie zawierciańskim. Należy do tzw. Ryczowskiego Mikroregionu Skałkowego na Wyżynie Częstochowskiej. Znajduje się przy prowadzącej przez las piaszczystej drodze z Ryczowa do Złożeńca. Jest po jej prawej stronie, w odległości około 15 m od drogi i jest z niej widoczna.
Industrialna zbudowana jest z twardych wapieni skalistych. Ma wysokość około 15 m, ściany pionowe i w jednym miejscu nieco przewieszone. Udostępniona została do wspinaczki skalnej w 2018 roku. Wspinacze poprowadzili na niej pięć dróg wspinaczkowych o trudności od VI.2+ do VI.5+ w skali krakowskiej. Na niektórych zamontowano stałe punkty asekuracyjne: ringi (r) i ringi zjazdowe (rz).
Przy tej samej drodze co Industrialna w lesie znajdują się jeszcze dwie skały wspinaczkowe: Bazelowa (bliżej Ryczowa) i Brzuchacka Skała (bliżej Złożeńca).

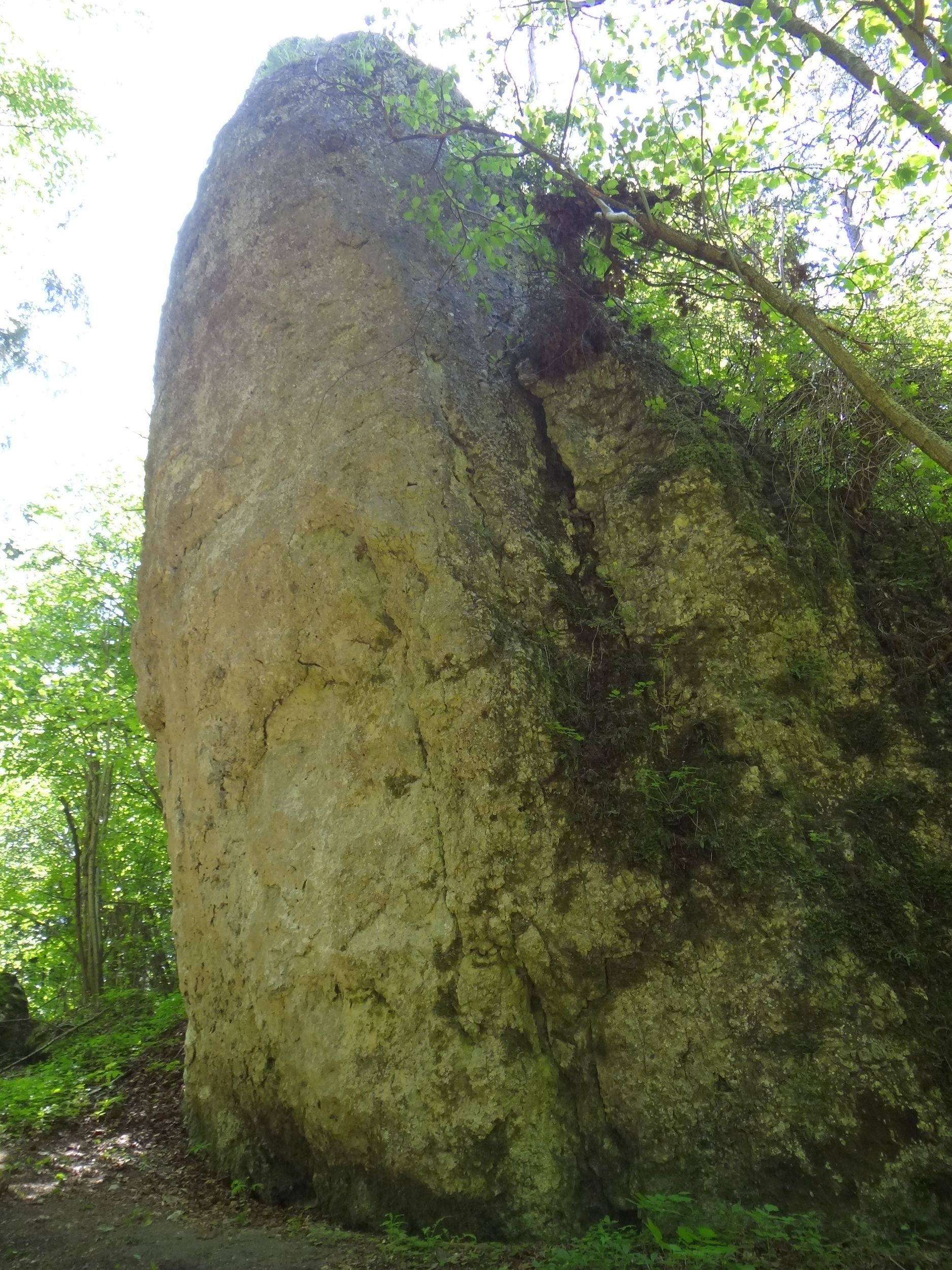

## Drogi wspinaczkowe
1. Królowa Luiza; VI.5, 6 r+ rz)
2. Industriada; VI.3+, 5r + rz
3. Bój w hucie; VI.2+/VI.3
4. Silna Luiza; VI.5+[1].